# Dan Biri (Olléléwa)
Dan Biri (auch: Dambiri) ist ein Dorf in der Landgemeinde Olléléwa in Niger.

## Geographie
Das von einem traditionellen Ortsvorsteher (chef traditionnel) geleitete Dorf liegt in der Landschaft Damergou. Es befindet sich rund 21 Kilometer östlich des Hauptorts Olléléwa der gleichnamigen Landgemeinde, die zum Departement Tanout in der Region Zinder gehört. Zu weiteren Siedlungen in der Umgebung von Dan Biri zählen Farara und Sabon Kafi im Nordwesten, Koulan Karki (Tanout) im Norden, Doubou Yindi im Nordosten, Koulan Karki (Olléléwa) im Süden sowie Guézawa im Südwesten.
Dan Biri ist Teil der Übergangszone zwischen Sahara und Sahel. Die durchschnittliche jährliche Niederschlagsmenge beträgt hier zwischen 200 und 300 mm.

## Geschichte
Der Ortsname kommt aus der Sprache Hausa und bedeutet „stinkende Buschkatze“.

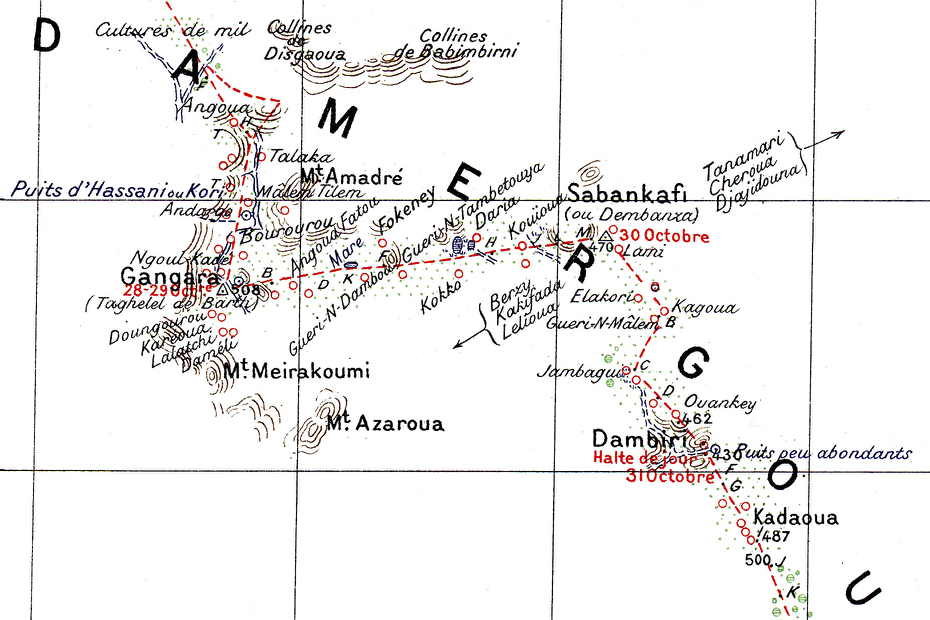
Dan Biri (Dambiri) auf einer Karte der Mission Foureau-Lamy

Die französische Mission Foureau-Lamy erreichte Dan Biri am 31. Oktober 1899. Der Missionsleiter Fernand Foureau schilderte es als ein von einer Hecke umgebenes großes Dorf, um das sich drei kleine Ansammlungen von Hütten gruppierten und bei dem es im nahegelegenen Tal an drei Stellen Brunnen mit wenig Wasser gab.
In 1920er Jahren, als Niger bereits eine französische Kolonie geworden war, führte die 429 Kilometer lange Piste zwischen den Städten Zinder und Agadez durch Dan Biri. Der Naturforscher Angus Buchanan, der das Dorf im Januar 1920 besuchte, beschrieb es als von Armut geprägte kleine Siedlung aus Grashütten und Einfriedungen, mit zerlumpten Einwohnern. Er berichtete von einem sonntäglichen Wochenmarkt mit Tomtom-Spiel. Francis Rennell Rodd, der spätere Präsident der Royal Geographical Society, forschte 1922 in der Region und erwähnte die Ruinen eines alten Dan Biri, die eine von einer Mauer umgebene Stadt mit Lehmhäusern erkennen ließen.
Bis in die 1950er Jahre verbrachten transhumante Wodaabe-Gruppen die Winterzeit in der Gegend um Dan Biri. Dann überließen sie das Feld in der immer dichter genutzten Gegend Halbnomaden aus Sokoto, Madaoua und Dakoro und überwinterten weiter im Norden.

## Bevölkerung
Bei der Volkszählung 2012 hatte Dan Biri 330 Einwohner, die in 58 Haushalten lebten. Bei der Volkszählung 2001 betrug die Einwohnerzahl 348 in 61 Haushalten und bei der Volkszählung 1988 belief sich die Einwohnerzahl auf 979 in 168 Haushalten.

## Wirtschaft und Infrastruktur
Es gibt eine Schule im Dorf.